# سیارک ۱۹۴۵۶
سیارک ۱۹۴۵۶ (به انگلیسی: 19456 Pimdouglas، نامگذاری:1998HU5) نوزده هزار و چهارصد و پنجاه و ششمین سیارک کشف شده‌است که در ۲۱ آوریل ۱۹۹۸ کشف شد.
قدر مطلق سیارک برابر ۱۷.۰ است.